# Perret (Costes del Nord)
Perret (en bretó Perred) és un municipi francès, situat a la regió de Bretanya, al departament de Costes del Nord. L'any 1999 tenia 190 habitants.

## Demografia
| 1962                                       | 1968 | 1975 | 1982 | 1990 | 1999 |
| ------------------------------------------ | ---- | ---- | ---- | ---- | ---- |
| 299                                        | 318  | 288  | 272  | 220  | 190  |
| Des de 1962: població sense dobles comptes |      |      |      |      |      |

## Administració
| Període   | Identitat            | Partit |
| --------- | -------------------- | ------ |
| 2001-2008 | Jacques du Pontavice |        |
| 2008-     | Anne Guillemot       |        |